# Park Miejski w Toruniu
Park Miejski w Toruniu (Park Cegielnia) – najstarszy park w Toruniu oraz jeden z najstarszych publicznych parków miejskich w Polsce. Jego powierzchnia wynosi 25 ha. Obszar parku ograniczają ulice Bydgoska i Rybaki, Konopnickiej i Przybyszewskiego.

## Historia

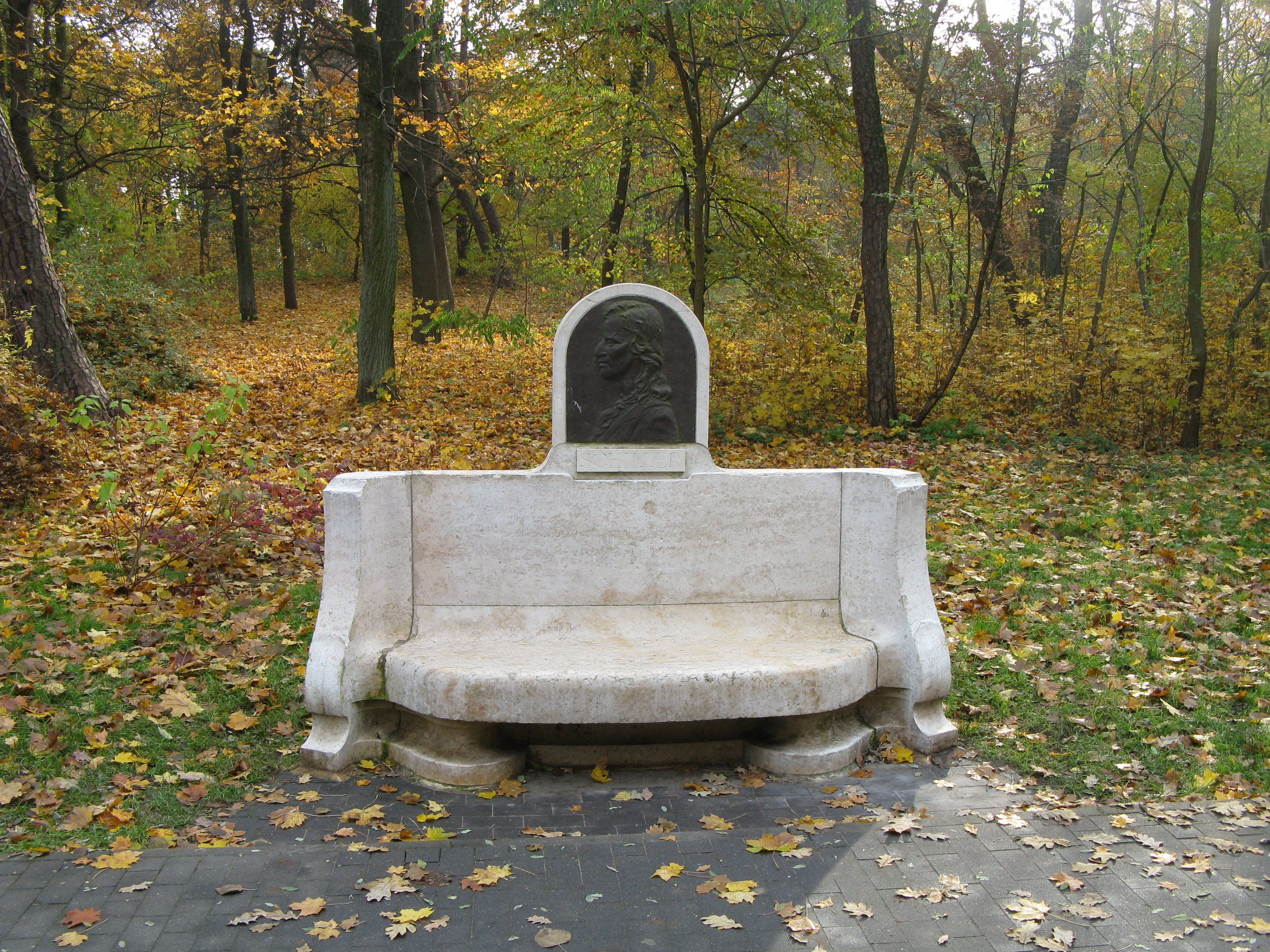
Ławka Schillera

Park założony został w 1817 roku, początkowo na terenie, gdzie wcześniej znajdowało się przedsiębiorstwo zajmujące się wydobyciem gliny i produkcją cegieł, stąd zwany dawniej Parkiem Cegielni (niem. Ziegelei-Park). Po wyeksploatowaniu terenu dokonano zalesienia. Dawne wyrobiska zostały zalane wodą. W 1886 roku Ziegelei-Park połączono z pobliskim Laskiem Cegielnia (niem. Ziegelei Wäldchen) w jeden park typu angielskiego. Park ostatecznie ukształtowany został w latach dwudziestych XX wieku.
Przed wybuchem I wojny światowej Park był największym miejscem wypoczynkowym w Prusach Zachodnich. Przed i krótko po zakończeniu I wojny światowej w Parku mieściła się letnia restauracja na 4 tys. miejsc. Regularnie odbywały się w Parku koncerty orkiestr wojskowych i lokalnych chórów, pokazy publiczne oraz zabawy taneczne. Park był centrum życia towarzyskiego torunian również po powrocie miasta do Polski w 1920 roku.
Na przestrzeni lat w Parku Miejskim odsłonięto kilka pomników. Do czasów współczesnych zachowała się wyłącznie Ławka Schillera. Dawniej w Parku stały również pomniki: konny Fryderyka Wielkiego, Germanii, Stanisława Moniuszki, Marszałka Józefa Piłsudskiego (tymczasowy) i Żołnierzy Wojsk Balonowych (w 1937, zburzony dwa lata później przez wojska niemieckie). W 1928 roku w Parku planowano również odsłonić pomnik Fryderyka Chopina. W 2020 roku odsłonięto replikę pomnika Żołnierzy Wojsk Balonowych.
W 1997 roku Park Miejski wpisano do rejestru zabytków.
W latach 2012–2013 przeprowadzono rewitalizację Parku.
Co roku na terenie Parku Miejskiego lokalni mieszkańcy organizują Święto Bydgoskiego Przedmieścia.

## Charakterystyka
Obszar parku nie jest specjalnie wyodrębniony z otoczenia, gdyż znaczna część tej dzielnicy charakteryzuje się rozwiniętą zielenią. Wzdłuż parku i ul. Bydgoskiej na długości około 1 km był założony charakterystyczny ciąg do konnej jazdy, zamieniony następnie na torowisko tramwajów w związku z poszerzeniem ul. Bydgoskiej i pełniący rolę torowiska tramwajowego do dziś.
Park położony jest na skarpie, w urozmaiconym, falistym terenie, odznacza się malowniczością. Charakteryzuje go powiązanie układów regularnych (klomby, kwietniki, sadzawka) z formami krajobrazowymi. Tworzą je swobodnie skupione grupy drzew, lasków i zagajników, rozmieszczone wśród otwartych zieleńców, a między nimi wiją się kręte, boczne ścieżki i błyszczą wody małych stawów, będących pozostałościami po dawnych wyrobiskach cegielni. Jedną z większych atrakcji jest dolina ze stawem z łabędziami i ze sztuczną kaskadą.
W obręb perspektyw i widoków parkowych wciągnięto graniczący od południa teren błoń nadwiślańskich dokąd prowadzi mostek przez starorzecze - Martwą Wisłę.

## Roślinność
W parku rośnie ok. 60 gatunków drzew i 30 gatunków krzewów rodzimych i egzotycznych.

### Drzewostan[7]
- bożodrzew chiński
- buk pospolity
- brzoza brodawkowata odmiana zwisająca
- choina kanadyjska
- cis pospolity
- czeremcha amerykańska i pospolita
- cyprysik groszkowy
- daglezja zielona
- dąb bezszypułkowy, czerwony, szypułkowy i szypułkowy strzępolistny
- dławisz okrągłolistny
- głóg dwuszyjkowy - odmiana Paul's Scarlet
- grab pospolity
- grusza pospolita
- iglicznia trójcierniowa
- jabłoń niska i rajska
- jarząb pospolity i szwedzki
- jesion wyniosły
- jodła biała
- jedyny w Toruniu kasztan jadalny
- kłęk kanadyjski
- klon tatarski
- kruszyna pospolita
- leszczyna turecka
- lipa drobnolistna, srebrzysta i szerokolistna
- mąkinia
- miłorząb dwuklapowy
- modrzew europejski
- morwa biała
- olsza czarna i szara
- orzech włoski
- robinia akacjowa
- sosna czarna i pospolita
- sumak octowiec
- śliwa domowa
- świerk kłujący i pospolity
- topola biała, czarna, włoska i kanadyjska
- wiąz szypułkowy
- wierzba biała, zwisająca i krucha
- wiśnia pospolita
- żywotnik zachodni

### Krzewy[7]
Wśród krzewów występują:

- berberys zwyczajny
- bez czarny
- dereń świdwa
- forsycja pośrednia
- głóg jednoszyjkowy
- jałowiec chiński
- jaśminowiec wonny
- karagana syberyjska
- leszczyna pospolita
- lilak pospolity
- malina właściwa
- mahonia pospolita
- pęcherznica kalinolistna
- pigwowiec japoński
- porzeczka alpejska
- powojnik pnący
- tawlina jarzębolistna
- wiciokrzew pospolity
- śnieguliczka biała
- tawuła Menziesa
- tawuła van Houtte’a
- trzmielina pospolita
- róża dzika
- róża pomarszczona
- żylistek szorstki

## Fontanna
W parku znajduje się fontanna. Jej niecka ma kształt prostokąta o wymiarach 34 x 16 m. Jej głębokość wynosi 0,56 m, a objętość 304,64 m³. Znajduje się w niej pięć dysz: jedna centralna oraz cztery po obwodzie.

## Literatura przedmiotu
- Bartosz Drzewiecki, Katarzyna Pękacka-Falkowska, Historia Parku Miejskiego w Toruniu, Towarzystwo Miłośników Torunia, Toruń 2012, ISBN: 9788392709701
- Bartosz Drzewiecki, Niezwykłe dzieje parku z XIX w. Niezwykłe dzieje parku z XIX w. - rozmowa Gazeta Wyborcza. Dodatek lokalny: Toruń" 2013-06-08
- Katarzyna Kluczwajd (tekst), Dariusz Lipiński (redakcja): Bydgoskie Przedmieście: przewodnik: 51 obiektów, plan Przedmieścia + Ogród Zoobotaniczny. Toruń: 2015. ISBN 978-83-940157-4-9.